# Капуста городня

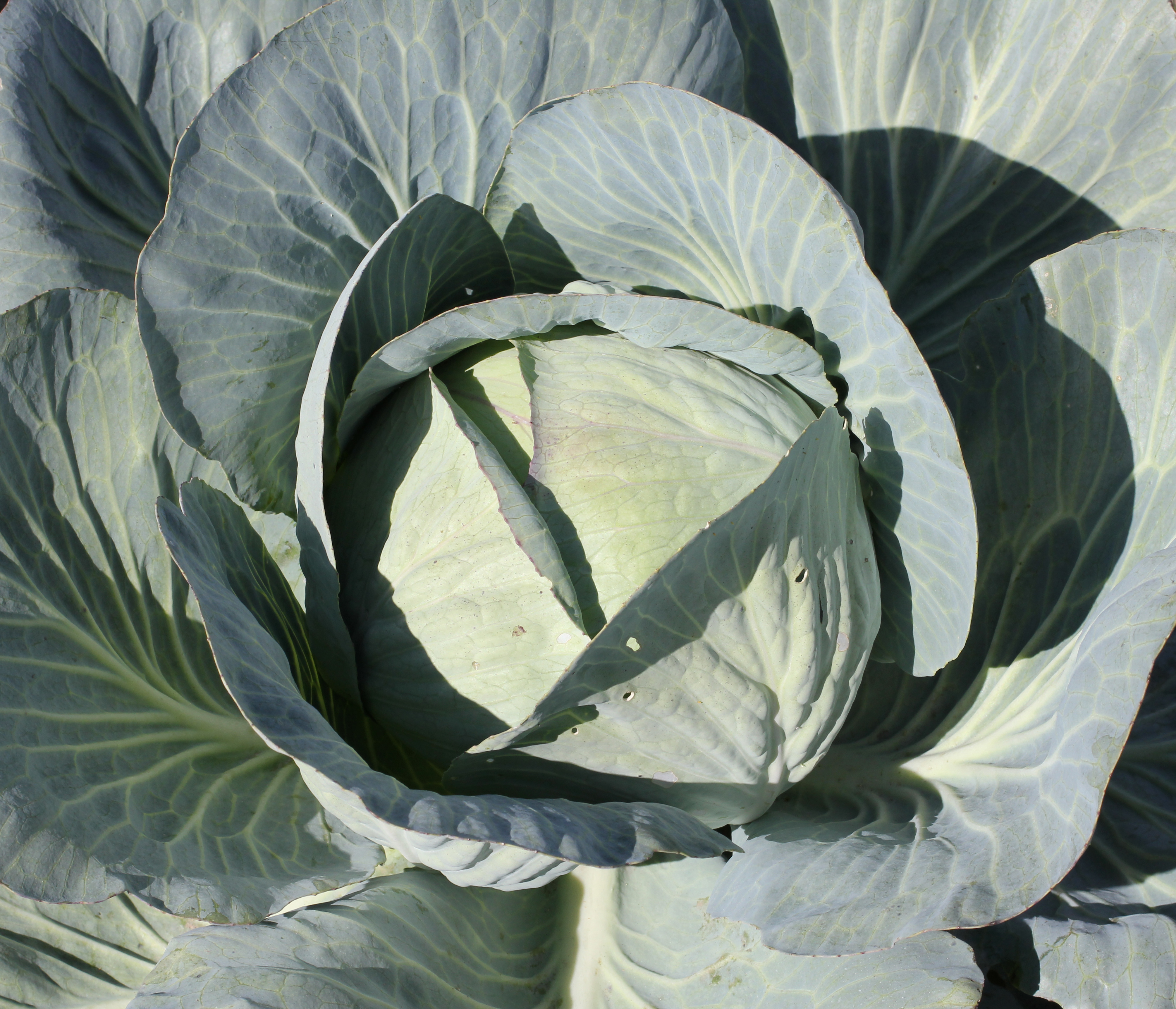
Капуста городня

Капу́ста горо́дня (Brassica oleracea) — дворічна рослина роду капуста.
У перший рік утворює вкорочений пагін. На другий рік з бруньок на пагоні розвиваються облиствлені квітконосні пагони висотою до 1,5 м. Листки прості, великі, зазвичай цілісні, м'ясисті, з потужними жилками, зелених, сизих, фіолетових та інших кольорів. Квітки великі, віночок жовтий або білий, до 2 см завширшки. Плоди — стручки з коротким носиком. Насіння кулясте, до 2 мм у діаметрі.

## Шкідники
Небезпечними шкідниками є:
- Білан капустяний
- Білан ріп'яний
- Блішка хвиляста
- Блішка чорна
- Вовчок звичайний
- Довгоніжка шкідлива
- Квіткоїд ріпаковий
- Ковалик смугастий
- Ковалик темний
- Комарик черенковий
- Міль капустяна
- Муха капустяна весняна
- Нематода галова
- Попелиця капустяна
- Прихованохоботник капустяний
- Прихованохоботник кореневий капустяний
- Прус італійський
- Сарана марокська
- Сарана перелітна
- Слимак великий
- Слимак облямований
- Слимак польовий
- Слимак сітчатий
- Совка городня
- Совка капустяна
- Совка озима
- Трипс тютюновий